# Jakub May
Jakub May (ur. 1975 w Szczecinie) – polski perkusista, znany z wszechstronności muzycznej oraz licznych występów koncertowych w Polsce i Europie. Stały perkusista zespołu The Analogs.

## Styl muzyczny i gatunki
Jakub May charakteryzuje się podejściem „bez granic”, co odzwierciedla jego otwartość na różnorodne gatunki muzyczne. Grał w orkiestrach wojskowych, big bandach jazzowych we francuskich cyrkach, na statkach wycieczkowych, a także w licznych zespołach reprezentujących gatunki takie jak pop, rock, blues, ska, punk rock, country czy heavy metal.

## Koncerty i występy
Specjalnością Jakuba są koncerty – ma na swoim koncie ponad 2500 występów zarówno w Polsce, jak i za granicą, m.in. w Wielkiej Brytanii, Francji, Ukrainie, Niemczech, Belgii, Szwecji, Holandii, Hiszpanii, Szwajcarii, Czechach i Węgrzech. Występował na wielu dużych scenach, w tym na Przystanku Woodstock, Festiwalu w Jarocinie, Pepsi Vena Music Festival, Festiwalu im. Ryszarda Riedla, a także podczas licznych transmisji telewizyjnych, takich jak Sylwester z Polsatem.

## Wczesne lata i kariera
Urodzony w 1975 roku w Szczecinie, Jakub May rozpoczął swoją karierę muzyczną grając w różnych formacjach, w tym w orkiestrach wojskowych, big bandach jazzowych oraz na statkach wycieczkowych.

## Współpraca z The Analogs
Jako stały perkusista zespołu The Analogs, Jakub występuje regularnie, grając około 100 koncertów rocznie. Jego kariera obejmuje również udział w europejskiej trasie „Booze & Glory: Hurricane Tour 2019”, podczas której zagrał 29 koncertów dzień po dniu, oraz współpracę z big bandem we francuskim cyrku, gdzie wystąpił około 280 razy w ciągu pół roku.

## Nagrania studyjne
Jakub jest aktywny również w studiach nagraniowych; jego partie perkusyjne można usłyszeć na dziesięciu oficjalnych albumach oraz licznych singlach i EP-kach. Nagrywał w renomowanych polskich studiach, takich jak Izabelin Studio, Studio7, Studio Varius Manx, 1234Studio, Media Studio oraz Studio Serakos. Jego praca ceniona jest za precyzję i energię wnoszoną do każdej sesji nagraniowej.

## Działalność edukacyjna
Jakub May współtworzył serię artykułów edukacyjnych w profesjonalnym magazynie „TOP GUITAR” pt. „Pije Kuba do Jacek”, razem z weteranem perkusji Jackiem Pelcem. Jego artykuły są cenione za praktyczne podejście i inspirują wielu młodych perkusistów.

## Wyróżnienia i afiliacje
Jakub May jest związany z organizacjami Stoart oraz ZAIKS. W 2021 roku otrzymał stypendium ZAIKS, co jest wyrazem uznania dla jego wkładu w rozwój polskiej sceny muzycznej.